# پورمربورت
پورمربورت (به هلندی: Purmerbuurt) یک منطقهٔ مسکونی در هلند است که در پورمرند واقع شده‌است.